# Hagen Stamm
Hagen Stamm (* 12. Juni 1960 in West-Berlin) ist ein deutscher Wasserballspieler, -trainer und Unternehmer.

## Leben
Stamm war einer der besten deutschen Wasserballer. Er gewann bei den Olympischen Spielen 1984 in Los Angeles die Bronzemedaille. 1981 und 1989 wurde er mit der deutschen Nationalmannschaft Europameister. 1982 wurde die Mannschaft Weltmeisterschaftsdritter. Insgesamt bestritt er 323 Länderspiele und warf in diesen über 750 Tore.
Im Verein spielte Hagen Stamm für die Wasserfreunde Spandau 04. Mit diesem Verein wurde er von 1979 bis 1992 vierzehn Mal in Folge Deutscher Meister, zwölfmal Deutscher Pokalsieger und gewann 1982, 1985, 1986 und 1989 den Europapokal der Landesmeister. 1987, 1989 und 1992 war er Torschützenkönig der Deutschen Wasserball-Bundesliga. Er warf 1226 Tore für seinen Klub.
Nachdem sich die deutsche Wasserballnationalmannschaft nicht für die Olympischen Spiele 2000 in Sydney qualifizieren konnte, wurde Stamm im gleichen Jahr Bundestrainer. Mit ihm reifte eine neue Mannschaft heran, die wieder Erfolge verbuchen konnte. Bei den Olympischen Spielen 2004 in Athen belegte die Mannschaft den fünften Platz. Als Folge auf das Scheitern im Olympiaqualifikationsturnier für die Olympischen Spiele 2012 in London trat Hagen Stamm als Bundestrainer der deutschen Wasserball-Nationalmannschaft zurück.
Im November 2016 wurde Stamm interimsweise wieder Trainer der Nationalmannschaft. Seit Januar 2017 ist er mit einer 50-%-Stelle wieder offiziell Bundestrainer. Nachdem sich die Mannschaft beim World-Cup 2018 in Berlin mit dem vierten Platz für die Weltmeisterschaft 2019 qualifiziert hatte, verlängerte er den Vertrag bis 2020.
Hagen Stamm ist zudem Präsident seines Stammvereins Wasserfreunde Spandau 04, in dem sein Sohn Marko Stamm als Spieler im Einsatz ist. Er ist Inhaber eines Fahrradgroßhandels. 2021 wurde ihm der Verdienstorden des Landes Berlin verliehen.
Stamm lebt in Berlin-Britz.

## Zitate
„Wasserball ist keine Verschlechterung des Schwimmstils, sondern eine Verbesserung des Charakters.“

„Der Sport ist ja auch schön für Frauen. In keiner Sportart haben die Männer so wenig an wie im Wasserball – und die sehen gut aus.“